# Boubacar Traoré (futbolista)
Boubacar Traoré (Bamako, 20 de agosto de 2001) es un futbolista maliense. Juega de centrocampista y su equipo es el F. C. Metz de la Ligue 1, cedido por el Wolverhampton Wanderers F. C. Es internacional absoluto por la selección de Malí desde 2022.

## Trayectoria
Traoré entró a las inferiores del F. C. Metz en 2019 proveniente del AS Bamako. Debutó en la Ligue 1 el 10 de mayo de 2021 ante el Nîmes Olympique.
Fue cedido al Wolverhampton Wanderers inglés el 1 de septiembre de 2022, con opción de compra que el club ejerció la siguiente temporada. Allí permaneció tres años y en julio de 2025 regresó al F. C. Metz en forma de préstamo.

## Selección nacional
Debutó por la selección de Malí el 16 de noviembre de 2022 ante Argelia por un amistoso.
Formó parte del plantel que clasificó a los Juegos Olímpicos de París 2024 con el tercer lugar en la Copa Africana de Naciones Sub-23 de 2023.

## Estadísticas
Actualizado al último partido disputado el 1 de abril de 2025.
| Club                                     | Div.          | Temporada     | Liga  | Liga  | Copas nacionales | Copas nacionales | Copas internacionales | Copas internacionales | Total | Total |
| Club                                     | Div.          | Temporada     | Part. | Goles | Part.            | Goles            | Part.                 | Goles                 | Part. | Goles |
| ---------------------------------------- | ------------- | ------------- | ----- | ----- | ---------------- | ---------------- | --------------------- | --------------------- | ----- | ----- |
| F. C. Metz Francia                       | 1.ª           | 2020-21       | 2     | 1     | —                | —                | —                     | —                     | 2     | 1     |
| F. C. Metz Francia                       | 1.ª           | 2021-22       | 27    | 1     | 1                | 0                | —                     | —                     | 28    | 1     |
| F. C. Metz Francia                       | 2.ª           | 2022-23       | 3     | 0     | —                | —                | —                     | —                     | 3     | 0     |
| Wolverhampton Wanderers F. C. Inglaterra | 1.ª           | 2022-23       | 10    | 0     | 1                | 1                | —                     | —                     | 11    | 1     |
| Wolverhampton Wanderers F. C. Inglaterra | 1.ª           | 2023-24       | 24    | 0     | 3                | 0                | —                     | —                     | 27    | 0     |
| Wolverhampton Wanderers F. C. Inglaterra | 1.ª           | 2024-25       | 1     | 0     | 2                | 0                | —                     | —                     | 3     | 0     |
| Wolverhampton Wanderers F. C. Inglaterra | Total club    | Total club    | 35    | 0     | 6                | 1                | 0                     | 0                     | 41    | 1     |
| F. C. Metz Francia                       | 1.ª           | 2025-26       | 0     | 0     | 0                | 0                | —                     | —                     | 0     | 0     |
| F. C. Metz Francia                       | Total club    | Total club    | 32    | 2     | 1                | 0                | 0                     | 0                     | 33    | 2     |
| Total carrera                            | Total carrera | Total carrera | 67    | 2     | 7                | 1                | 0                     | 0                     | 74    | 3     |